# Trung tâm Đa dạng sinh học ASEAN
Trung tâm Đa dạng sinh học ASEAN (ACB) là một trung tâm xuất sắc liên chính phủ với vai trò thúc đẩy hợp tác và phối hợp giữa các thành viên ASEAN, các chính phủ quốc gia liên quan, cùng các tổ chức khu vực và quốc tế về vấn đề Bảo tồn và sử dụng bền vững đa dạng sinh học. 
Đây được công nhận là sáng kiến quy mô khu vực đầu tiên nhằm bảo vệ sự đa dạng sinh học giàu có nhưng bị đe dọa nghiêm trọng ở ASEAN. Đồng thời, nó là sự tiếp nối của Trung tâm Bảo tồn Đa dạng sinh học Vùng ASEAN (ARCBC), một dự án hợp tác giữa ASEAN và EU, được chủ trì bởi Bộ Tài nguyên và Môi trường Philippines. Giám đốc điều hành của ACB là TS. Theresa Mundita S Lim.

## Quỹ tài trợ cho trung tâm
Từ năm 1999 đến năm 2004, ARCBC đã thành công trong việc làm cầu nối thúc đẩy sự hợp tác chặt chẽ giữa các Quốc gia Thành viên ASEAN (AMS) và các tổ chức đối tác của ASEAN và EU.
Vào năm 2005, ASEAN và EU đã đồng ý thành lập Trung tâm Đa dạng sinh học ASEAN để thực hiện tiếp các công việc sau khi dự án ARCBC hoàn thành.
Nguồn vốn thiết yếu cho việc thành lập ACB đến từ hiệp định Tài trợ được ký kết giữa EU và ASEAN.
Trung tâm được thành lập với mục đích chính là tạo điều kiện cho sự phối hợp và hợp tác giữa các nước thành viên ASEAN trong vấn đề sử dụng bền vững và bảo tồn đa dạng sinh học. Thỏa thuận về việc thành lập Trung tâm đã được ký kết bởi Bộ trưởng Bộ Tài nguyên và Môi trường của cả 10 nước thuộc ASEAN thời điểm đó (khi này chưa có Timor Leste) thay mặt cho chính phủ nước mình.

## Quan hệ chính phủ
Trung tâm Đa dạng Sinh học Quốc gia đại diện cho Singapore trong Trung tâm Đa dạng sinh học ASEAN và là cơ quan quốc gia phụ trách nghiên cứu và bảo tồn đa dạng sinh học tại quốc gia này.

## Quá trình thành lập
ACB được ra mắt tại Hội nghị Bộ trưởng Ngoại giao không chính thức ASEAN lần thứ 9 vào ngày 27 tháng 9 năm 2005. Hiệp định cũng thành lập Quỹ Đa dạng sinh học ASEAN với sự đóng góp tình nguyện của các quốc gia thành viên, chính phủ và tổ chức khác theo sự phê chuẩn của Hội đồng quản trị.
Quỹ được sử dụng để duy trì hoạt động của tổ chức và phát triển các sáng kiến được đề ra. Tổng thống Philippines Gloria Macapagal-Arroyo đã đề nghị với Chủ tịch Thượng nghị viện và các thành viên của Thượng viện về việc phê chuẩn Hiệp định Nước chủ nhà (HCA) giữa Chính phủ Cộng hòa Philippines và Trung tâm Đa dạng sinh học ASEAN. Được kí kết vào ngày 8 tháng 8 năm 2006 tại Manila, HCA quy định rằng Philippines sẽ là Quốc gia đăng cai tổ chức ACB, trụ sở chính hiện được đặt tại Đại học Philippines ở Los Baños, Laguna.
Được sự đồng tình của Thượng viện, Chính phủ Philippines sau đó sẽ dành quyền miễn trừ và đặc quyền cho ACB và nhân viên của trung tâm. Bộ Tài nguyên và Môi trường (DENR), Bộ Tài chính (DOF), Cục Nhập cư (BI), Bộ Giao thông và Truyền thông (DOTC), Bangko Sentral ng Pilipinas (BSP), và Đại học Philippines Los Baños (UPLB) đều tán thành việc phê chuẩn HCA.

## Phương hướng và Mục tiêu
Tiến sĩ Ahmed Djoghlaf, thư ký điều hành của Công ước Liên hợp quốc về Đa dạng sinh học (CBD), đánh giá ACB là "một cơ chế độc đáo sử dụng cách tiếp cận từ dưới lên để giải quyết vấn đề mất đa dạng sinh học."
Giờ đây đã tròn 41 năm hoạt động, ASEAN quyết tâm củng cố cam kết bảo vệ đa dạng sinh học của mình khỏi suy thoái.
Giám đốc điều hành Rodrigo Fuentes khẳng định: "Là một phần trong những hành động của ASEAN để bảo vệ đa dạng sinh học của khu vực, các nước đã tuyên bố 27 khu vực là Công viên Di sản ASEAN và chỉ định 1.523 khu bảo tồn dựa trên danh mục của Liên minh Bảo tồn Thiên nhiên Quốc tế (IUCN)". Ông nói thêm rằng "thúc đẩy hợp tác quốc gia và khu vực để giải quyết các vấn đề liên quan đến các thỏa thuận môi trường và thiết lập cơ sở dữ liệu khu vực chứa một bản kiểm kê về tài nguyên sinh vật của khu vực cũng là một phần của công tác nhằm hạn chế mất đa dạng sinh học".